# Cesone Fabio Vibulano
Cesone Fabio Vibulano (in latino Kaeso Fabius Vibulanus; ... – Cremera, 477 a.C.) è stato un politico e militare romano del V secolo a.C., tre volte console, nel 484 a.C., nel 481 a.C. e nel 479 a.C.

## Biografia
Con i fratelli Quinto e Marco, fu uno dei maggiori esponenti della gens Fabia.
Fu uno degli artefici della iniziativa della gens Fabia di assumere l'onere della guerra contro Veio, che si chiuse con la disfatta presso il fiume Cremera, in cui periranno tutti i Fabii partecipanti.
Nel 485 a.C., console il fratello Quinto Fabio Vibulano, fu uno dei due questori che accusarono Spurio Cassio Vecellino di ambire alla monarchia, accusa che portò alla condanna a morte dell'ex console, gettato dalla Rupe Tarpea dai suoi due accusatori.

### Primo consolato (484 a.C.)
Nel 484 a.C. Cesone Fabio venne eletto console insieme a Lucio Emilio Mamercino; la nomina di Cesone, fratello di Quinto, console dell'anno precedente, colpevole agli occhi della plebe di non aver diviso il bottino di guerra con i soldati, rese furente la plebe, determinando lo scoppio di disordini a Roma.
(Tito Livio, Ab Urbe condita libri, Libro II, 42)
Ma durante il loro consolato le rivolte interne vennero smorzate per lo scoppio della guerra contro i Volsci che, ritenendo che i dissidi interni avrebbero indebolito Roma e ansiosi di vendicare precedenti sconfitte, erano pronti alla guerra; perciò divisero in due le proprie forze, attaccando con un esercito i Latini e gli Ernici, e lasciando l'altro a difesa delle proprie terre.
A Cesone Fabio toccò in sorte la campagna per la difesa degli alleati, mentre a Lucio Emilio quella nel territorio dei Volsci. Mentre era impegnato nella difesa delle campagne degli alleati, saputo delle difficoltà in cui versava l'esercito romano al cospetto delle forze volsce, inviò dei rinforzi al collega console, che risulteranno determinanti nella vittoria romana nella battaglia di Longula.
Tito Livio invece riporta che a Lucio Emilio fu affidato il comando della campagna contro Volsci ed Equi, e che questo conseguì una brillante vittoria, infliggendo al nemico perdite, più rilevanti durante la ritirata che durante la battaglia stessa, mentre non riferisce alcuna azione militare a Cesone.
In quello stesso anno venne consacrato ai Dioscuri un tempio promesso loro dal dittatore Aulo Postumio Albo Regillense durante lo svolgimento della Battaglia del lago Regillo, la cui ricorrenza venne fissata alle idi di quintile (15 luglio).

### Secondo consolato (481 a.C.)
Cesone fu eletto al suo secondo consolato nel 481 a.C. insieme a Spurio Furio Medullino Fuso, in un momento di notevole inquietudine, dovuta alle lotte contro gli Equi ed i Veienti.
Durante il consolato riemersero vecchi dissensi tra patrizi e plebei, ed il tribuno della plebe Spurio Licinio cercò di approfittarne per far promulgare la legge agraria. Ma furono i suoi stessi colleghi ad opporvisi e a dare sostegno, insieme ai consoli, alla riuscita della leva militare. Mentre Cesone si metteva a capo della spedizione contro gli Equi, Spurio conduceva le sue truppe contro i Veienti ma durante questa campagna non accadde alcunché.
Nella campagna contro gli Equi, Cesone ebbe più problemi con i propri uomini che contro i nemici, che furono facilmente sconfitti, grazie alle capacità militari del console, e nonostante l'ostracismo con cui i fanti risposero agli ordini del console.
(Tito Livio, Ab Urbe condita libri, Libro II, 43)
Secondo Dionigi invece, Spurio Furio marciò contro gli Equi e Cesone Fabio contro i Veienti. Ma allo stesso modo che nel racconto di Livio, Fabio Cesone dovette fronteggiare l'ostracismo dei propri soldati, che avendo sconfitto in battaglia il nemico, si rifiutarono di dare l'assalto all'accampamento nemico, e presero la strada per tornare a Roma, nonostante gli ordini contrari del console.

### Battaglia di Veio (480 a.C.)
Nel 480 a.C., consoli Gneo Manlio Cincinnato e il fratello Marco Fabio Vibulano, partecipò alla battaglia contro Veio, distinguendosi per il valore dimostrato in battaglia.

### Terzo consolato (479 a.C.)
Eletto al suo terzo consolato nel 479 a.C. insieme a Tito Verginio Tricosto Rutilo, provò a ricostruire la concordia tra patrizi e plebei, proponendo che i primi offrissero volontariamente ai plebei estensioni di territorio conquistati in guerra, incontrando però un deciso rifiuto da parte dei Senatori.
Cesone passò quindi al comando del contingente romano mandato in aiuto dei Latini attaccati dagli Equi; mentre si decidevano ulteriori azioni contro gli Equi, arroccatisi nelle loro città, Cesone dovette correre in aiuto del collega console Tito Verginio, che si era venuto a trovare in grave difficoltà, nella campagna che stava conducendo contro la città etrusca di Veio, riuscendo a soccorrerlo prima che fosse troppo tardi.

#### Scontro con Veio (479-477 a.C.)
Lo scontro tra i Fabii e Veio iniziò nel 479 a.C., con la decisione della famiglia dei Fabii, di gestire lo scontro privatamente:
(Tito Livio, Ab Urbe condita libri, Libro II, 48.)
I Fabii, guidati da Marco Fabio Vibulano, dopo aver costruito un fortilizio nei pressi del fiume Cremera, iniziarono a saccheggiare le terre di Veio, anche quelle più lontane da Roma, mai interessate prima da queste operazioni. Grave fu il danno per i Veienti, che non riuscivano ad aver ragione dei Fabii, e delle loro genti. I Fabii infatti, divisero le proprie forze in quattro parti, destinandone una alla difesa del fortilizio, e le altre tre a rapide e frequenti scorrerie, cui facevano seguito subitanee ritirate nel fortilizio.
Nel 478 a.C., consoli Lucio Emilio Mamercino e Gaio Servilio Strutto Ahala, con la carica di proconsole, Cesone Fabio portò rinforzi al fratello Marco Fabio Vibulano. Lo scontro di quell'anno contro Veio, viene posto da Tito Livio sotto la fortificazione dei Fabii sul Cremera.
Lo scontro terminò nel 477 a.C. con la battaglia del Cremera in cui, secondo la tradizione, perirono tutti i maggiori esponenti della famiglia, Cesone compreso.